# Cryptoschesis imitans
Cryptoschesis imitans är en fjärilsart som beskrevs av Diakonoff 1988. Cryptoschesis imitans ingår i släktet Cryptoschesis och familjen vecklare. Inga underarter finns listade i Catalogue of Life.